# Estado Guzmán Blanco
El Estado Guzmán Blanco fue una antigua división administrativa de los Estados Unidos de Venezuela ubicada en la región centro-norte del país, que a lo largo de sus escasos 16 años de existencia comprendió los territorios de los actuales de Aragua, Guárico, Miranda, Nueva Esparta y el departamento Vargas del Distrito Federal.
La entidad federal fue bautizada en honor a Antonio Guzmán Blanco y fundado en 1873 con el simple cambio de nombre de la entonces provincia de Aragua (conformada en estado federal por medio de la constitución de 1864) y disuelto para resultar en otros estados en 1889.

## Historia

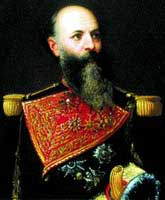
Antonio Guzmán Blanco.

En 1811, gracias a una nueva organización político-territorial establecida en Venezuela comenzaron a cambiarse los nombres y la disposición de muchas regiones en el país, a pesar de esto, los cambios hechos fueron en la disposición mas no en algún nuevo tipo de ordenamiento, conservando así el uso de provincias. Sin embargo, durante el período de la Gran Colombia, con todas las variantes que esta época trae, se conservó en Venezuela la provincia como organización territorial básica.
Entre 1832 y 1854, la historia del estado Modelo continuó confundiéndose con la provincia, tanto en la gente como en los dirigentes encargados de los cambios. A causa de esto se estableció, quedando consagrado en la Ley de División Territorial de 1856, un nuevo orden donde quedó claro el uso y existencia de las muchas provincias. Los Estados, como entidades independientes sólo aparecieron en Venezuela por primera vez el 28 de marzo de 1864, cuando se firmó la Constitución Federal de la República.
En la búsqueda de un orden político-territorial apropiado se siguieron modificando los límites de las regiones durante mucho tiempo, así que en los gobiernos de los años 1856 y 1864, se ratificó a través de la constitución elaborada en aquel entonces la existencia de las provincias en las cuales estaba dividido el país, entre ellas la provincia de Aragua. Ya en 1863, al establecerse el gobierno federal, se trasforman estas provincias en estados y se ratifica el nombre de estado Aragua para dicha región. En 1873 a esta entidad le fue cambiado el nombre a «Estado Guzmán Blanco».
En 1881 se estableció en la constitución que las regiones de Miranda, Guárico, Nueva Esparta y el departamento Vargas del Distrito Federal se anexarían al estado Guzmán Blanco como finalidad de un nuevo proyecto de división territorial por medio del cual el país redujo el número de veinte estados a nueve. Esto permaneció así hasta 1889, un año después de que Antonio Guzmán Blanco dejara el poder definitivamente, cuando se decidió en una nueva reorganización territorial, renombrar a este ente federal con el nombre de «Estado Miranda», excluyendo de esta nueva disposición lo que era la provincia de Aragua. Así Aragua quedaría fuera de esta nueva distribución político-territorial pero ganando el nombre de Estado Aragua y eliminando definitivamente la existencia del Estado Guzmán Blanco.
Mientras que el estado Aragua territorialmente permaneció igual desde 1889 hasta la actualidad, el otro segmento de lo que fue el «Estado Guzmán Blanco», es decir el estado Miranda, tuvo varias modificaciones en su disposición interna y externa por otra década más. El 16 de diciembre de 1899 las demás secciones recobraron su personalidad como estado y la entidad es disuelta de forma definitiva.

## Cronología
| Mapa | Fecha     | Proceso | Implicación |
|      | 1856 1864 | Se diseña la constitución de aquel entonces donde se ratifica la existencia de la provincia de Aragua.                                                        | Persiste Aragua como provincia, pero desde esta fecha y a causa de estos movimientos políticos, nace la idea de formar un estado en dicho lugar. |
|      | 1873      | Se reconoce todo el territorio perteneciente a la provincia de Aragua como un estado.                                                                         | Nace el Estado Guzmán Blanco. Siendo este el inicio a que esta zona se considere como un estado.                                                 |
|      | 1881      | Se establece en la constitución la ampliación territorial del estado anexando: Miranda, Guárico, Nueva Esparta y el departamento Vargas del Distrito Federal. | Se amplia el territorio del Estado Guzmán Blanco y nace el llamado Gran Estado Guzmán Blanco.                                                    |
|      | 1889      | Se funda el Estado Miranda en lo que era el Estado Guzmán Blanco, dejando por fuera el territorio del actual Estado Aragua.                                   | Nacimiento del Estado Aragua tal como se conoce hoy en día. Nacimiento del Estado Miranda. Desaparición definitiva del Estado Guzmán Blanco.     |